# Flavio Busonera
Flavio Busonera (Oristano, 28 luglio 1894 – Padova, 17 agosto 1944) è stato un partigiano italiano.

## Biografia
Aderì sin dalla giovane età al socialismo per poi iscriversi, nel 1921, al Partito Comunista Italiano. Laureato in medicina all'università di Cagliari, fu medico condotto a Sarroch, tuttavia le persecuzioni fasciste lo costrinsero ad esercitare nei centri più marginali del continente: dapprima fu a Claut, nel Friuli, poi nelle frazioni San Pietro e Rottanova di Cavarzere. Qui non si distinse solo per le capacità professionali, ma anche per la sensibilità verso le dure condizioni dei braccianti agricoli, verso i quali dimostrò una grande umanità.
Con l'arresto di Mussolini e l'armistizio di Cassibile, fondò la sezione cavarzerana del PCI e aderì alla Resistenza organizzando il recupero degli armamenti abbandonati dai militari sbandati. Nascose, inoltre, i soldati alleati ricercati dai nazifascisti e mise in piedi dei gruppi di partigiani, che assisteva nelle cure mediche.
Cadde prigioniero alla fine del giugno 1944, dopo aver curato due membri delle Brigate Nere che si spacciavano per partigiani, e venne rinchiuso nel carcere dei Paolotti a Padova.
Fu impiccato con altri due prigionieri (altri sette, nel frattempo, venivano fucilati a Chiesanuova) in via Santa Lucia, sul luogo dove era stato ucciso il colonnello della Guardia Nazionale Repubblicana Bartolomeo Fronteddu.
Nel suo nome operò nei quartieri del Portello, la Stanga e Camin, il 7º battaglione partigiano della Brigata Sabatucci, che aveva come commissario politico Giovanni Zerbetto, Macchina.
A Busonera è stato intitolato un ospedale di Padova, sede dell'Istituto Oncologico Veneto, una via, una galleria e una scuola elementare ad Abano Terme e Villaggio Busonera, frazione del comune di Cavarzere.